# Pekka Päivärinta (mc-förare)
Pekka Päivärinta, född 1971, är en finsk roadracingförare. Han har vunnit världsmästerskapen i roadracingens sidovagnsklass fem gånger: 2008 med sin landsman Timo Karttiala som burkslav. 2010, 2011 och 2013 tillsammans med schweizaren Adolf Hänni. Säsongen 2016 vann Päivärinta med landsmaninnan Kirsi Kainulainen som burkslav.